# Grundstensnedlæggelsen ved Gustav Adolphs Kirke
Grundstensnedlæggelsen ved Gustav Adolphs Kirke er en dansk dokumentarisk optagelse fra 1908 produceret af Nordisk Films Kompagni.

## Handling
Den 4. juni 1908 blev grundstenen til den svenske kirke i København lagt. Til stede var blandt andre det svenske kongepar, Kong Gustav 5. og Dronning Victoria og det danske kongepar, Frederik 8. og Dronning Louise. Kirken er opkaldt efter Gustav V og tegnet af arkitekt Theodor Wahlin. Kirken blev indviet 1. juni 1911.